# Barbara Fonseca
Pour les articles homonymes, voir Fonseca.
Barbara Fonseca, née le 29 novembre 1990 à Sens (Yonne), est une coureuse cycliste française.

## Biographie
Issue d'un couple franco-portugais, son père étant portugais, elle passe régulièrement ses vacances au Portugal mais ne dispose que de la seule nationalité française. Née à Sens, elle passe son enfance dans l'Yonne. « Quand j’étais petite, j’avais besoin de me dépenser beaucoup, et je n’étais pas attirée par les sports comme la danse ou la gymnastique. J’étais plutôt attirée par des sports connotés "masculins" comme le vélo. Je pense que le fait de gagner, ça aide aussi à y prendre du plaisir. Je pense que si j’avais été dernière de la première course que j’ai faite, j’aurais sûrement arrêté. » « J'ai commencé le vélo a huit ans et je voulais devenir cycliste professionnelle, mais on était sur une période où on n'imaginait pas pouvoir en vivre, alors j'ai arrêté pendant mes études » pendant plusieurs années,. « Pendant trois ans, j’ai concilié la fac et le vélo, où ça se passait bien. J’étais sur les listes de haut niveau donc du coup je n’avais pas de problème d’assiduité aux cours donc je m’arrangeais comme je voulais. C’était bien, mais les deux dernières années j’ai mis le vélo entre parenthèses. » Elle réussit le concours de professeure de sport.

## Carrière
En 2017, elle participe à l'opération de promotion du cyclisme féminin « Donnons des elles au vélo », qui consiste à effectuer le parcours du Tour de France masculin afin de revendiquer la retour d'un Tour de France féminin : « nous avions été 12 jeunes femmes sélectionnées pour effectuer chaque étape du Tour, un jour avant les hommes ». En 2021, lors de l'annonce du parcours du premier Tour de France Femmes, elle se réjouit : « C’est un rêve d’enfant. Quand j’étais petite, je disais que je voulais être cycliste professionnelle et on me disait que ça n’existait pas. Mais aujourd’hui j’ai la chance, avec la montée de l’équipe en "Continentale" et le Tour de France Féminin, de pouvoir réaliser ce rêve ». « Le fait qu’il revienne et qu’il soit médiatisé, c’est un aboutissement du développement du cyclisme féminin ces dernières années ». D'une durée de huit jours, sa durée est inférieure à celle du Tour masculin mais longue à l'échelle du cyclisme féminin : « Huit jours de course, on n’a pas l’habitude. Chez les filles, quand on enchaîne trois jours de course, c’est déjà pas mal. Cette année on devait avoir le Tour d’Occitanie sur sept jours, mais il n’a pas eu lieu. Et pour ce genre de courses, il faut une préparation spécifique. Ce n’est pas la même préparation que sur les courses d’un jour ou de deux-trois jours. Il va falloir le préparer. »

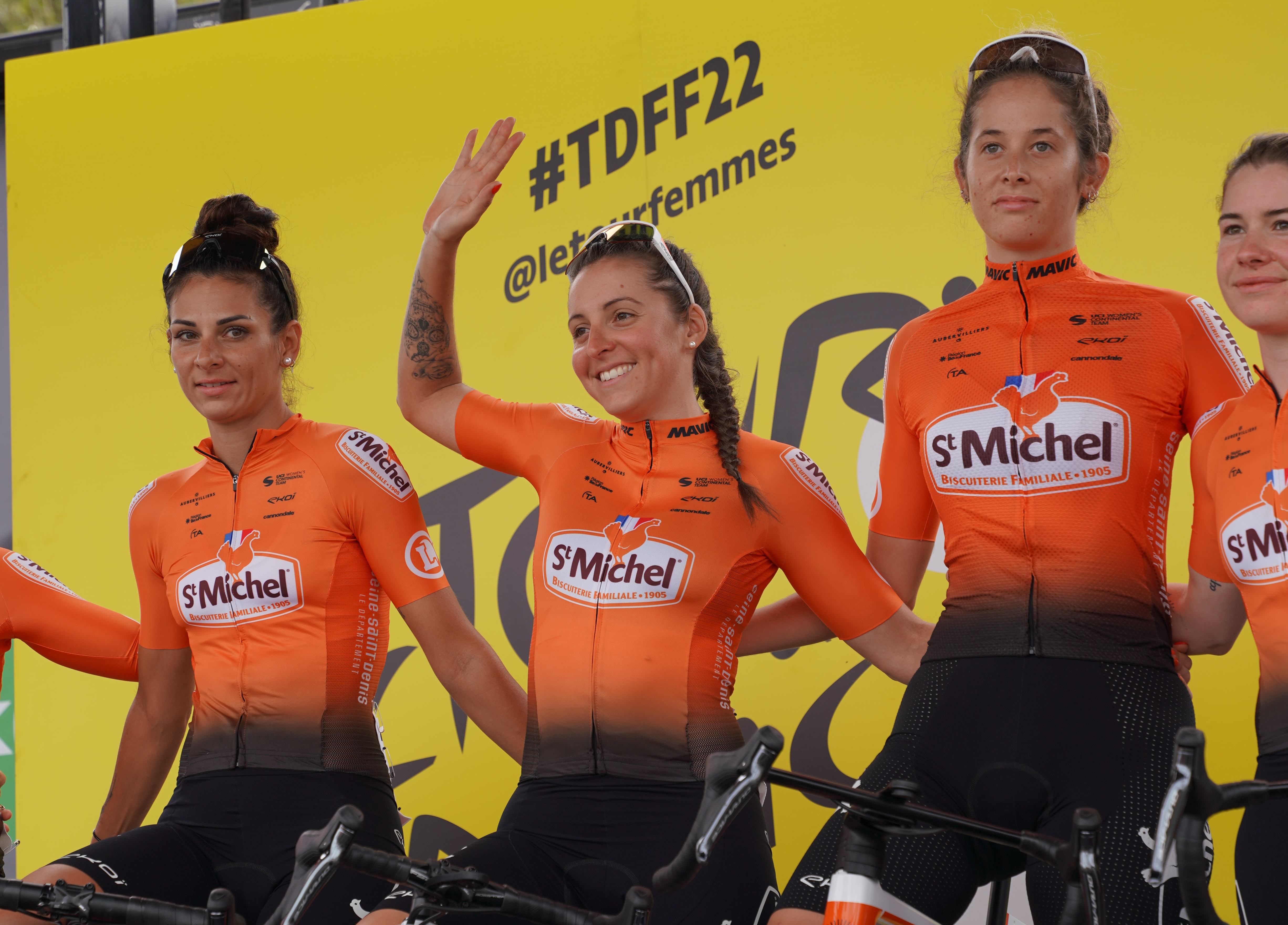
Barbara Fonseca (à gauche) au Tour de France Femmes 2022.

En 2018, sept ans après son arrêt de la compétition, elle reprend sa licencie au club de COCF Courcouronnes. Elle pratique alors un peu le cyclisme sur piste « j’ai commencé il y a un an et j’ai fait seulement une saison sur piste », mais affirme préférer le cyclisme sur route, où elle se décrit comme une rouleuse, moyenne au sprint. L'année suivante, elle rejoint le club plus structuré de Saint Michel-Auber 93.
En 2020, elle déménage de la région parisienne dans le sud de la France, à Fréjus, et se consacre en 2022 au vélo en parallèle de son emploi à plein temps,. « Avant je devais payer mes déplacements, mon matériel... Aujourd'hui, je suis payée pour faire du vélo », bien qu'elle ne chiffre qu'à environ 600 € mensuels son salaire en 2022
Durant la saison 2021, elle se classe 9e du Prix de la ville de Morteau, 12e du Général lors du Tour de Belle Isle en Terre – Kreiz Breizh Elites Dames, 12e de la Classic Féminine de Vienne Nouvelle-Aquitaine et Auber93 remporte les cinq manches en équipes et trois manches en individuel en Coupe de France.
« Pour le grand public, le cyclisme, c’est le Tour de France, pas autre chose. Quand on dit qu’on est dans une équipe pro, la question qui vient tout de suite, c’est "Tu fais le Tour de France ?" Dans l’inconscient des gens, le Tour de France féminin, ça existe ! Quand on leur répond "Non, je ne le fais pas, parce que simplement, il n’existe pas", ils sont persuadés que ça existe et que ce n’est juste pas médiatisé. »
En 2022, elle est retenue par son équipe de Saint Michel-Auber 93 pour disputer le premier Tour de France Femmes.

## Palmarès sur route

### Par années
- 2018
  - * 4e à la Deux-Sévrienne 2018[11].

### Résultats sur les grands tours

#### Tour de France
1 participation
- 2022 : 85e

### Classements mondiaux
| Année                                 | 2022 |
| ------------------------------------- | ---- |
| Classement UCI                        | 898e |
|                                       |      |
| Légende : nc = non classéSource : UCI |      |

## Palmarès sur piste

### Championnats de France
- 2018
  - 3e du championnat de France de poursuite par équipes